# 漱石 (小惑星)
漱石(4039 Souseki)は、1987年9月17日に関勉が高知県芸西村で発見した小惑星である。夏目漱石にちなんで命名された。